# Fissurina quadrispora
Fissurina quadrispora är en lavart som beskrevs av Kalb. Fissurina quadrispora ingår i släktet Fissurina och familjen Graphidaceae.   Inga underarter finns listade i Catalogue of Life.